# Residencia Internacional de Señoritas Estudiantes
La Residencia Internacional de Señoritas Estudiantes (RISE) fue una institución creada en 1931 en Barcelona para procurar, al mismo tiempo, alojamiento y un ambiente cultural adecuado a las estudiantes de fuera de la ciudad. Tenía su sede en el Palacio de Pedralbes. Fue inaugurada el 1 de octubre de 1931. La institución dependía de la Generalidad, el Ayuntamiento de Barcelona y la Universidad, que contribuían a su mantenimiento por medio de subvenciones. Fue un espacio de encuentro para muchas mujeres intelectuales de los años 1930 en España.

## Historia
En febrero de 1931, se había creado el Patronato pro-residencia de señoritas estudiantes de Barcelona. En mayo del mismo año el Patronato de la Residencia Internacional quedó constituido por los siguientes miembros: el rector de la Universidad de Barcelona, el presidente de la Comisión de Cultura del Ayuntamiento de Barcelona y cuatro concejales/as de su designación, el/la consejera de Instrucción Pública de la Generalidad de Cataluña, el/la presidente/a del Instituto de Estudios Catalanes, el/la director/a de la Escuela de Bibliotecarias, el/la presidente del Ateneo Barcelonés, señores y señoras Agustí Calvet, Rafael Campalans, Pere Coromines, Candelaria Escolà, Joan Estelrich, Pompeu Fabra, Manuel Folguera y Duran, Teresa Cabarrús de Marshall, Francisco Maspons Anglasell, Luis Massot, María Luz Morales, August Pi y Sunyer Maria Solà de Sellarès, Carlos Soldevila, Ferran Valls y Taverner y Joaquim Xirau.
Por orden de 13 de julio de 1933, la Residencia quedó incorporada al Instituto de Acción Social Universitaria y Escolar de Cataluña, dependiendo de la Generalidad, que dirigía Antoni M. Sbert. La dirección de la Residencia se asignó a Maria Solà de Sellarès, con la colaboración de Maria Luz Morales y Candelaria Escolà.
La institución ocupaba la segunda planta y parte de la planta principal del Palacio de Pedralbes. Un palacio regalado en 1918, por el conde Eusebio Güell en la Corona española y reconvertido en palacio real. A partir de la proclamación de la Segunda República, en 1931, había sido donado al Ayuntamiento de Barcelona, y quería destinarse a equipamientos culturales al servicio de la población.
La residencia disponía de 60 plazas, de las que 15 eran destinadas a becarias. Un pequeño autobús la mantenía conectada con el centro de la ciudad. Tenía biblioteca y laboratorios, ofrecía campo de tenis y gimnasio, además, de los jardines del Palacio. El primer curso, el precio de la estancia completa era de 150 pesetas mensuales, pero también permitía estancias más breves.
A partir del curso 1932-33 se incorporó la sección de niñas, acogiendo a un número máximo de veinte, que se gestionaba de forma independiente a la sección de las chicas. Las de menor edad eran alumnas del Instituto Escuela que cursaban bachillerato.
La Residencia Internacional organizaba visitas culturales colectivas, cursos formativos especializados e intercambios con otras residencias.
Entre las actividades culturales complementarias que se ofrecían a las residentes se organizaban cursos de idiomas y literatura, pero también sobre actividades del hogar. Durante el primer curso, se instauró también las clases de rítmica y plástica a cargo de la profesora Ivonne Attenelle. A lo largo de los siguientes cursos académicos se ofrecieron ciclos de conferencias culturales impartidas por personalidades académicas relevantes: Joaquim Folch y Torres o Josep Puig y Cadafalch sobre pintura y arquitectura románicas; Antoni Oriol Anguera, sobre Biología; y, Carlos Soldevila, sobre Literatura. También eran habituales las lecturas poéticas, con Maria Luz Morales, Emilia Bernal o Gabriela Mistral . Los conciertos, a menudo organizados por la Academia Marshall, acogieron a los instrumentistas Carles y Giocasta Corma, Ernest Xancó, Sants Sagrera, Pere Vallribera o Rosa Garcia-Fària, entre otros. Los programas de fin de curso incluían representaciones teatrales, musicales o de danzas a cargo de las residentes, en los jardines de Pedralbes o en el Teatro Griego de Montjuic. A partir de 1932, se estableció un intercambio anual en Semana Santa con la Residencia de Madrid.
Las escritoras Emilia Bernal o Gabriela Mistral estuvieron allí, mientras estuvieron en Barcelona. Entre las alumnas, las pedagogas: Celia Artiga, de Reus; Carme Portella, de Lleida; Pilar Bonmatí Romaguera, de Inglés; Pilar Batallé, de Garrigàs; Magda Trilla, de Palafrugell; Dolores Purcallas, de Figueres...